# Stephen Jelley

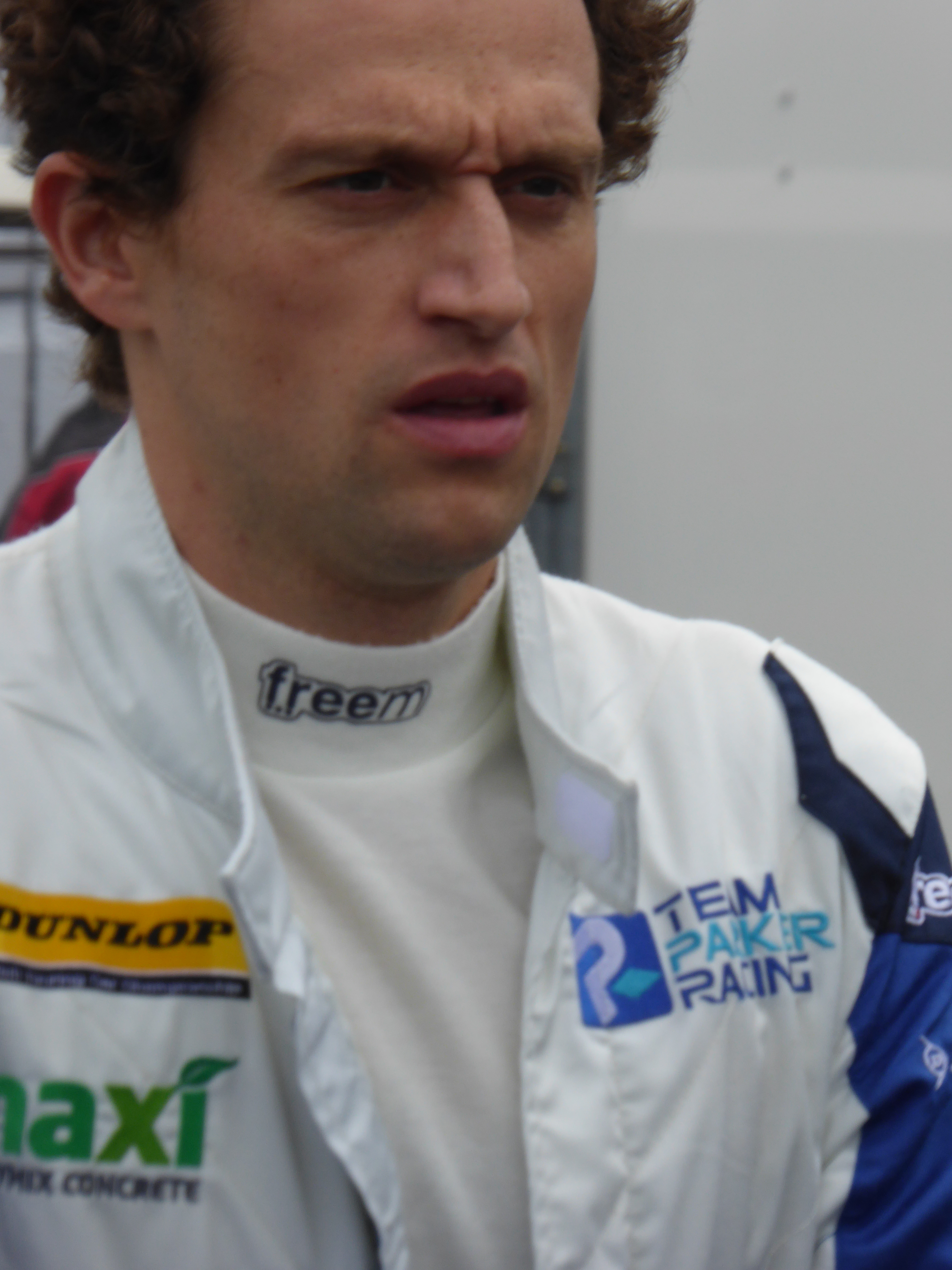
Stephen Jelley

Stephen Jelley (Leicester, 12 mei 1982) is een Brits autocoureur die anno 2009 in het BTCC rijdt.

## Loopbaan

### Single seaters
In 2004 ging Jelley van de Formule Ford naar de nationale klasse van het Britse Formule 3-kampioenschap waarin hij drie overwinningen behaalde. In 2006 en 2007 reed hij voor Räikkönen Robertson Racing in de Britse Formule 3. Na een tweede plaats in de openingsronde van 2007, behaalde hij twee overwinningen en finishte als 3e in het kampioenschap. In 2008 nam hij deel aan de GP2 Asia Series voor het team ART Grand Prix.

### Touring cars
In 2008 ging Jelly naar de touring cars in de BTCC voor het team Team RAC als teamgenoot van Colin Turkington. Aan het begin van het seizoen waren de resultaten nog niet goed, met 1 punt uit 13 races. Later verbeterden zijn prestaties met punten in 4 van de volgende 8 races, met als beste resultaat een 8e plaats. Hij lag 7e op Oulton Park, maar viel terug naar de 10e plaats. Op Silverstone kwalificeerde hij zich als 7e, maar nadat hij ook als 7e finishte in de eerste ronde, crashte hij in de tweede ronde op Silverstone. Ondanks zijn schouderblessure die hij hierbij opliep startte hij toch in ronde 3 en behaalde een punt. Op Brands Hatch behaalde hij zijn eerste pole position, maar in de race had hij versnellingsbakproblemen. In 2009 bleef hij bij Team RAC, waar hij halverwege het seizoen op Croft twee tweede en een derde plaats behaalde. Op Rockingham behaalde hij twee overwinningen en finishte uiteindelijk als 7e in het kampioenschap.

## GP2 resultaten

### GP2 Asia resultaten
| Jaar | Inschrijving   | 1           | 2           | 3           | 4          | 5          | 6          | 7          | 8         | 9           | 10           | Rang | Punten |
| ---- | -------------- | ----------- | ----------- | ----------- | ---------- | ---------- | ---------- | ---------- | --------- | ----------- | ------------ | ---- | ------ |
| 2008 | ART Grand Prix | UAE1 FEA 15 | UAE1 SPR 12 | IND FEA DSQ | IND SPR NF | MAL FEA 18 | MAL SPR 15 | BHR FEA 16 | BHR SPR 9 | UAE2 FEA 18 | UAE2 SPR DNS | 24   | 0      |